# Natació als Jocs Olímpics d'estiu de 1908 - relleus 4x200 metres lliures masculins
Els relleus 4x200 metres lliures masculins van ser una de les sis proves de natació que es disputaren als Jocs Olímpics de Londres de 1908. Aquesta fou l'única cursa de relleus dins el programa de natació i fou la primera ocasió en què es disputava en uns Jocs. La competició es disputà el 24 de juliol de 1908, amb la participació de 24 nedadors procedents de 6 països.

## Medallistes
| Or                                                                           | Plata                                                         | Bronze                                                                 |
| Regne Unit John Derbyshire · Paul Radmilovic · William Foster · Henry Taylor | Hongria József Munk Imre Zachár Béla Las-Torres Zoltán Halmay | Estats UnitsHarry Hebner · Leo Goodwin · Charles Daniels · Leslie Rich |

## Resultas

### Semifinals
L'equip més ràpid de cada semifinal, així com el millor segon passa a la final.

#### Semifinal 1
| Posició | País        | Nedadors                                                               | Temps   |
| ------- | ----------- | ---------------------------------------------------------------------- | ------- |
| 1       | Australàsia | Frank Beaurepaire Frank Springfield Reginald Baker Theodore Tartakover | 11:35.0 |
| 2       | Dinamarca   | Poul Holm Harald Klem Ludvig Dam Hjalmar Saxtorph                      | 12:53.0 |

#### Semifinal 2
| Posició | País         | Nedadors                                                       | Temps      |
| ------- | ------------ | -------------------------------------------------------------- | ---------- |
| 1       | Regne Unit   | William Foster Paul Radmilovic John Derbyshire Henry Taylor    | 10:53.4 WR |
| 2       | Estats Units | Harry Hebner Leo Goodwin Charles Daniels Leslie Rich           | 11:01.4    |
| 3       | Suècia       | Gustaf Wretman Gunnar Wennerström Harald Julin Adolf Andersson | Desconegut |

#### Semifinal 3
Hongria no tingué cap rival a la seva semifinal i passà directe a la final.
| Posició | País    | Nedadors                                              | Temps  |
| ------- | ------- | ----------------------------------------------------- | ------ |
| 1       | Hongria | József Munk Imre Zachár Béla Las Torres Zoltán Halmay | Lliura |

### Final
Hongria va liderar tota la cursa fins al darrer relleu, quan Taylor superà a Halmay en els darrers metres.
| Posició | País         | Nedadors                                                               | Temps      |
| ------- | ------------ | ---------------------------------------------------------------------- | ---------- |
| 1       | Regne Unit   | John Derbyshire Paul Radmilovic William Foster Henry Taylor            | 10:55.6    |
| 2       | Hongria      | József Munk Imre Zachár Béla las Torres Zoltán Halmay                  | 10:59.0    |
| 3       | Estats Units | Harry Hebner Leo Goodwin Charles Daniels Leslie Rich                   | 11:02.8    |
| 4       | Australàsia  | Frank Beaurepaire Frank Springfield Reginald Baker Theodore Tartakover | Desconegut |